# Andrey Tikhonov
Andrey Valeryevich Tikhonov - em russo, Андре́й Вале́рьевич Ти́хонов (Korolev, 16 de outubro de 1970) é um ex-futebolista e treinador de futebol russo. Atuava como meio-campista, com passagens destacadas por Spartak Moscou e Krylia Sovetov Samara.
Iniciou a carreira profissional em 1991, no Vympel Korolyov, equipe de sua cidade. Também teve uma curta passagem pelo Titan Reutov em 1992, quando foi contratado pelo então poderoso Spartak Moscou neste mesmo ano.
A partir daquele momento, Tikhonov iniciou uma longa relação entre ele e o Spartak, onde atuou até 2000, quando conquistou dez títulos com o clube (oito Campeonatos Russos e duas Copas da Rússia).
Depois de deixar o Spartak, ele jogou no Maccabi Tel-Aviv, mas sua trajetória no clube israelense não deu certo: foram apenas oito jogos.

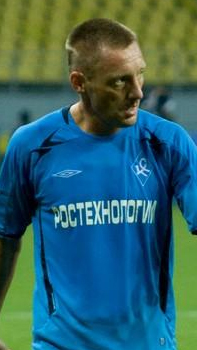
Tikhonov com a camisa do Krylia Sovetov, equipe que defendeu em 2 oportunidades.

Tikhonov retornou à Rússia em 2001, quando assinou com o Krylia Sovetov Samara, onde teve também seus bons momentos. Saiu do clube pela primeira vez em 2005, depois de ser contratado pelo Khimki, onde voltou a se destacar, jogando por três temporadas com o time da região metropolitana de Moscou. Depois disso, retornou ao Krylia Sovetov em 2008, desta vez sem tanto sucesso.
No ano de 2009, Tisha decidiu se aventurar no inexpressivo futebol cazaque, atuando pelo recém-criado Lokomotiv Astana, levando consigo Yegor Titov, grande ídolo da história recente do Spartak.
Aos 39 anos, ele ainda mostrava que podia atuar em alto nível, e regressou ao Khimki em 2010. Deixou o time ao final da temporada, e chegou a ser anunciado como auxiliar-técnico do time para a disputa da Segunda Divisão Russa em 2011, entretanto, Tikhonov voltou ao Spartak, assinando contrato ora para ser integrante da comissão técnica, ora para jogar eventualmente pela equipe. Jogaria mais 2 partidas pelos Krasno-Belye antes de pendurar as chuteiras: em abril, pela Copa da Rússia, contra o FC Krasnodar, e o último jogo de sua carreira foi contra o Krylia Sovetov, em setembro, aos 40 anos de idade.
Com a carreira encerrada, Tikhonov continuava sendo auxiliar-técnico do Spartak até 2012, voltando ao clube no ano seguinte. Desde 2014, é assistente de Oleg Kononov no FC Krasnodar.

## Seleção
Tisha estreou pela Seleção Russa em 1996, em partida contra Malta. Ele não foi convocado por Oleg Romantsev para a Eurocopa disputada naquele ano. Pelo selecionado, foram 29 partidas disputadas até 2000, com 1 gol marcado.

## Títulos

### Profissional
Campeonato Russo de Futebol8 (1992, 1993, 1994, 1996, 1997, 1998, 1999 e 2000 - todos pelo Spartak).
Copa da Rússia2 (1994 e 1998, pelo Spartak).

### Pessoal
Melhor jogador da Rússia em 1996.
Futebolista russo do ano de 1999.
Melhor meio-campista (lado esquerdo)4 (1996, 1997, 1998 e 1999 - todos pelo Spartak).